# Vania (protista)
Vania es un género de foraminífero bentónico de la familia Spirocyclinidae, de la superfamilia Loftusioidea, del suborden Loftusiina y del orden Loftusiida. Su especie tipo es Vania anatolica. Su rango cronoestratigráfico abarca el Thanetiense (Paleoceno superior).

## Discusión
Clasificaciones previas incluían Vania en el suborden Textulariina del orden Textulariida o en el orden Lituolida.

## Clasificación
Vania incluye a la siguiente especie:
- Vania anatolica †